# Monasterio de San Miguel del Monte
El monasterio de San Miguel del Monte, llamado también de San Miguel de la Morcuera, situado en el término municipal de Miranda de Ebro (Burgos, Castilla y León, España), es un antiguo monasterio, ya exclaustrado y arruinado, perteneciente a la Orden de San Jerónimo, fundado a finales del siglo XIV y construido fundamentalmente entre los siglos XV y XVI en un estilo de transición gótico-renacentista. De las viejas edificaciones solo quedan en pie las ruinas de la iglesia y de parte del claustro. El resto del recinto fue reaprovechado en el siglo XX para crear una residencia de ancianos dependiente de la Diputación Provincial de Burgos.

## Historia
Consta documentalmente que el convento fue fundado el 23 de noviembre de 1398 por el obispo de Calahorra y La Calzada, don Juan de Guzmán y por su cuñado don Pedro López de Ayala (casado con Leonor de Guzmán), quien transformó la antigua y apartada ermita de San Miguel del Monte, en la que practicaban culto un grupo de ermitaños, en un monasterio regido por la Orden de San Jerónimo, cuya regla, al parecer, ya obedecían los eremitas. La comunidad se estableció en la ladera de un monte boscoso rico en manantiales y asomada al desfiladero de la Morcuera; de ahí que el monasterio fuera también conocido como San Miguel de la Morcuera. Hoy en día, el lugar en cuestión se emplaza en el límite provincial con La Rioja, junto a la carretera autonómica de 2º orden BU-734, que, tras prolongarse en la carretera LR-301, une la burgalesa Miranda de Ebro y la riojana Tirgo. El monasterio dista 6 km de Miranda. 
En 1399 el obispo de Burgos, D. Juan de Villacreces, dio el visto bueno a la fundación, hecho explicable al ser Miranda y su comarca tierra alternante entre ambas diócesis, y en 1400 el papa Bonifacio IX la confirmó. En los años siguientes, los jerónimos de San Miguel y la autoridad municipal de Miranda de Ebro sostuvieron diversos pleitos por el derecho de explotación de los pastos y bosques de los Montes Obarenes. 

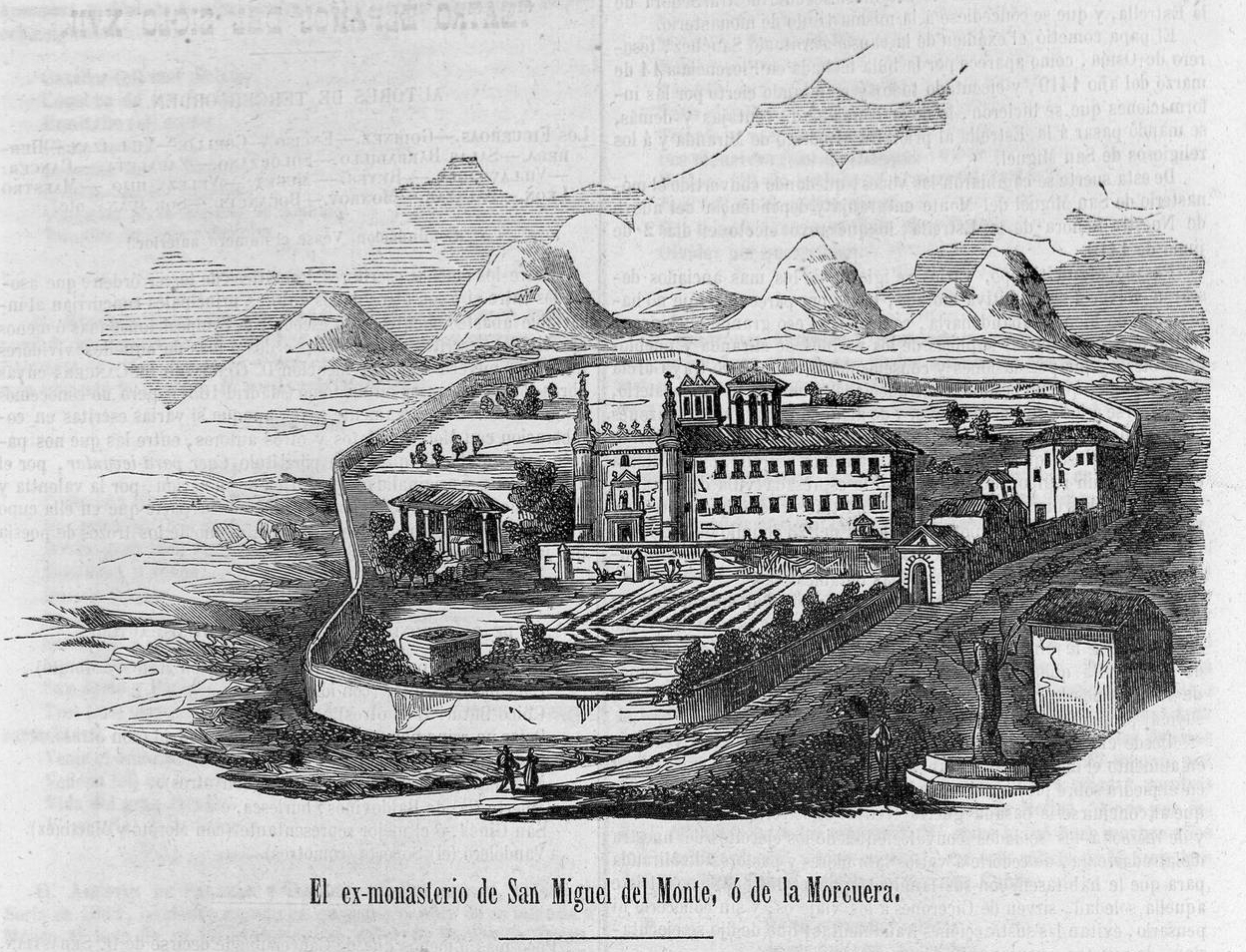
«El ex-monasterio de San Miguel del Monte, ó de la Morcuera» (Semanario Pintoresco Español, 1853)

Los jerónimos ocuparon San Miguel del Monte hasta la Desamortización de 1836, tras la cual se inició una oscura etapa de pillaje y destrucción. Cuando ya estaba todo muy destrozado, se establecieron aquí los padres de la Congregación de los Sagrados Corazones, quienes recrearon parte de los edificios para destinarlos a noviciado y escolasticado (seminario mayor) de Filosofía. Fueron estos religiosos los que vendieron toda la finca a la Diputación Provincial de Burgos, la cual, con las precisas adaptaciones, destinó el recinto a residencia de ancianos.

### Patronazgo del canciller Ayala
Inmediatamente después de su fundación, San Miguel ganó a un benefactor de la alcurnia de Pedro López de Ayala, canciller de Castilla, cronista y poeta, natural de la no lejana Vitoria y señor de varios valles del noroeste alavés. Casado con Leonor de Guzmán, hermana del obispo calagurritano, Aparte de proteger el monasterio, el canciller Pedro levantó una parte significativa del cenobio, y tomó a su cargo algunas dependencias del monasterio, como el claustro y un aposento donde ahora, en su vejez, se retiraba con frecuencia. Antes de morir en Calahorra en 1407, el caballero donó a los monjes, relata el Padre Sigüenza, fuente fundamental para conocer estas vicisitudes del cenobio en sus primeros tiempos, «muchas joyas de plata y oro» que sirvieron para guarnecer el ajuar litúrgico de la iglesia. Su hijo, Fernán Pérez de Ayala, también fue benefactor del monasterio tal como menciona una de sus nietas, María de Guevara, en su testamento que dice que el monasterio de San Miguel lo había edificado su abuelo «al mismo tiempo que el hospital de Vitoria y el convento de Quejana».

### Vínculo con el Monasterio riojano de la Estrella

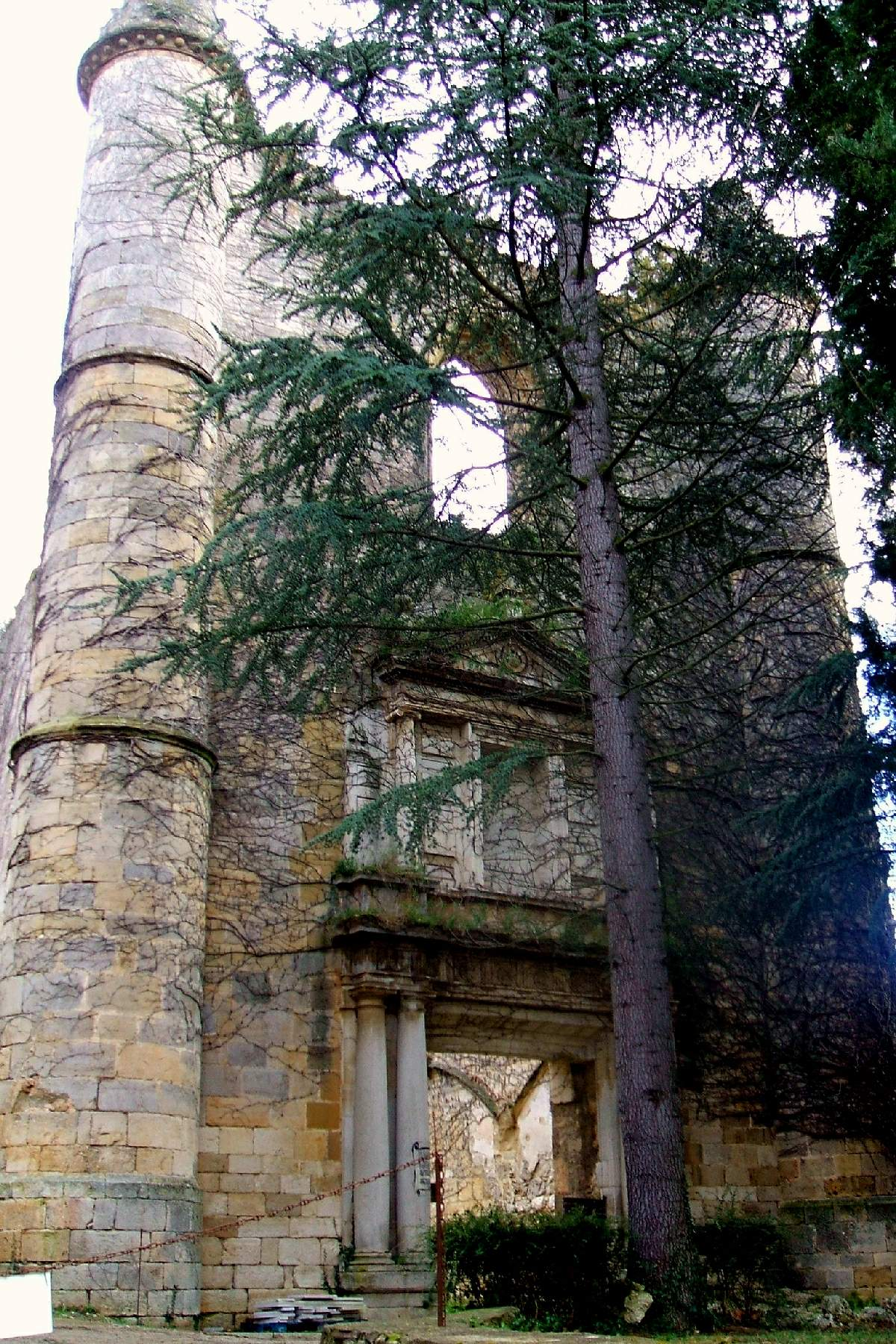
Fachada tardogótica de la iglesia con la portada barroca.

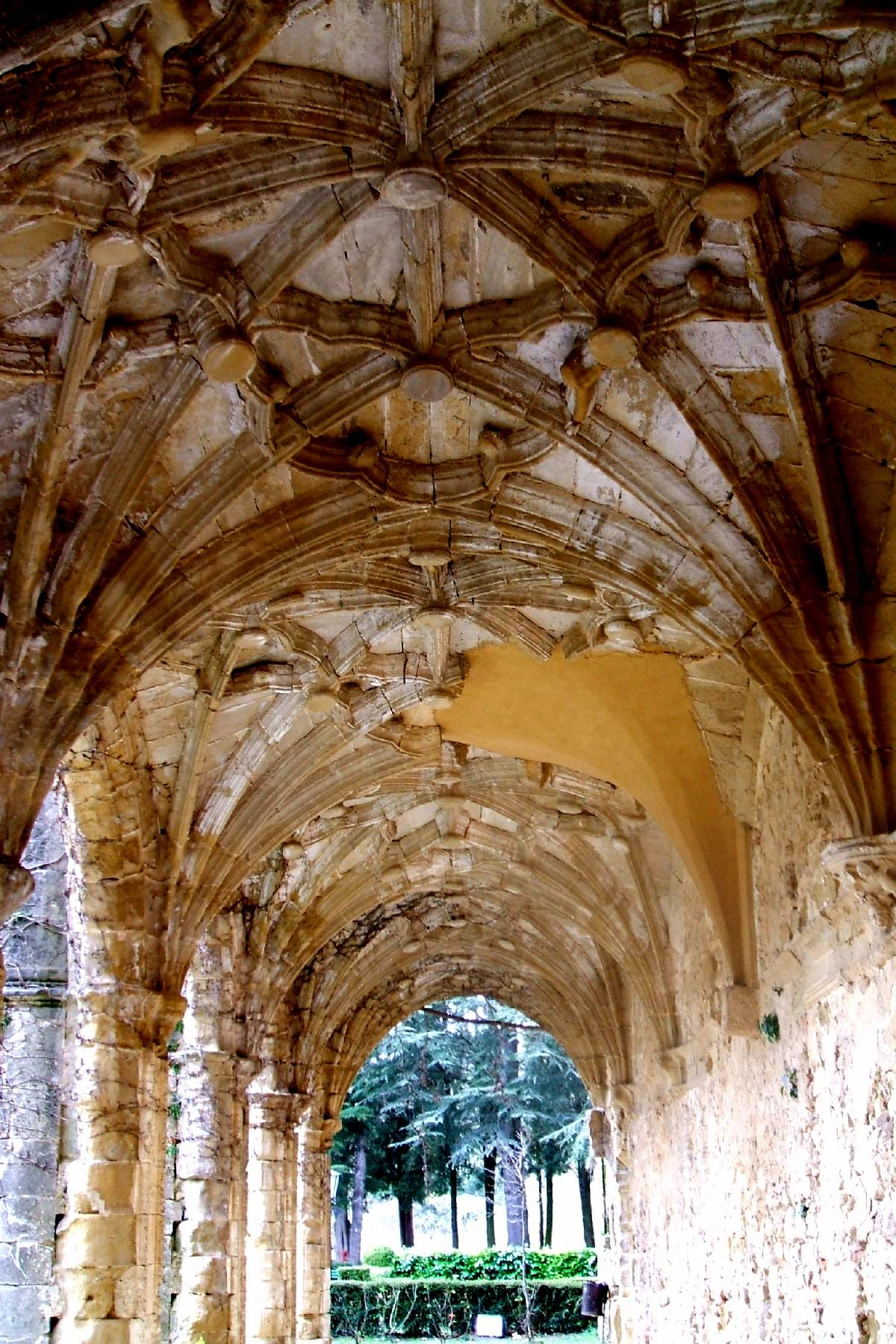
Crujía del claustro gótico-renacentista

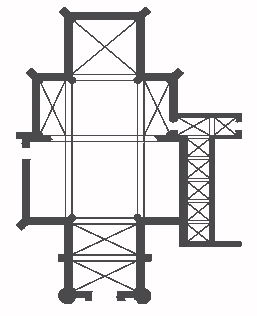
Plano de la iglesia monacal y de la panda norte del claustro

Hacia 1403, monjes de la Morcuera, por mandato del prelado calagurritano, se hicieron cargo de la custodia de la ermita de Santa María de Ariceta o Aritzeta, en la -entonces aún inexistente- población riojana de San Asensio. En 1410, los religiosos, provistos de bula pontificia, realizaron un traslado: Aritzeta haría las funciones de monasterio y San Miguel serviría de granja y descanso. En 1419 comenzó la construcción en San Asensio del Monasterio de Santa María de la Estrella, que es como pasó a denominarse Aritzeta. En 1426, mientras avanzaban los trabajos, una fracción de la comunidad consiguió de la Santa Sede la aprobación de la división de la misma en dos monasterios: San Miguel, que volvió a ser autónomo, y La Estrella, que mantuvo su propia personalidad. En lo sucesivo, aunque vinculados por su común historia y orden religiosa, los monasterios tuvieron unas andaduras independientes.

## Descripción
Del antiguo esplendor del monasterio jerónimo quedan los siguientes restos: varios tramos de la crujía norte del claustro tardogótico, emplazado en el costado meridional del templo, con sus arcos de medio punto y sus bóvedas de crucería estrellada con terceletes combados y claves; una portada clásica que probablemente fue la entrada de la portería monacal y que hoy es la entrada del asilo; y los muros perimetrales de la iglesia, con sus soportes que se elevan hasta el arranque de las desaparecidas bóvedas. Todo ello permanece, limpio y consolidado, en lo que actualmente es la zona de esparcimiento o jardín de la residencia de ancianos. Las nuevas construcciones ocupan el espacio de las antiguas, integrando viejos elementos de la fábrica primitiva. La vieja crujía claustral sobreviviente es prolongada por otras tres alas que cierran salvo por el lado de poniente el cuadrado del patio ajardinado. Son tres galerías de factura moderna, integradas en la residencia de ancianos.
La iglesia tenía planta de cruz latina con nave única de cuatro tramos, crucero de brazos cortos y cabecera recta, contrafuertes diagonales en las esquinas, coro alto a los pies y cuatro capillas laterales. Seguía modelos del gótico hispano-flamenco, aunque ya muy influido por el Renacimiento, y como novedad el arquitecto potenció la cabecera modulando un espacio unitario junto con el crucero. De los esbeltos pilares acanalados y el inicio de los nervios en palmera, que han sobrevivido a la destrucción, se deduce que las cubiertas debieron ser estrelladas. Quedan asimismo restos de portadas y de lucillos sepulcrales, como el empotrado en la pared norte del presbiterio, de estilo gótico isabelino, con arcosolio trasdosado en motivo flamígero y friso superior con crestería. En el lado de la Epístola (sur) se conserva un arco trilobulado tapiado que pudo ser una puerta o un vano sepulcral. En la construcción, a base de volúmenes decrecientes, pudo influir su
emplazamiento en sitio abrupto. La fachada de la iglesia, semioculta por una enredadera trepadora, aparece limitada por un par de gruesos cilindros esquineros a modo de torres circulares, coronadas por pináculos con aristas erizadas con bolas. La fachada acoge una portada que es muy posterior a la fábrica original, con la que desentona claramente, ya que sigue modelos del barroco clasicista y consta de dos cuerpos, el primero con dobles columnas toscanas y el segundo con columnas jónicas.

## Galería

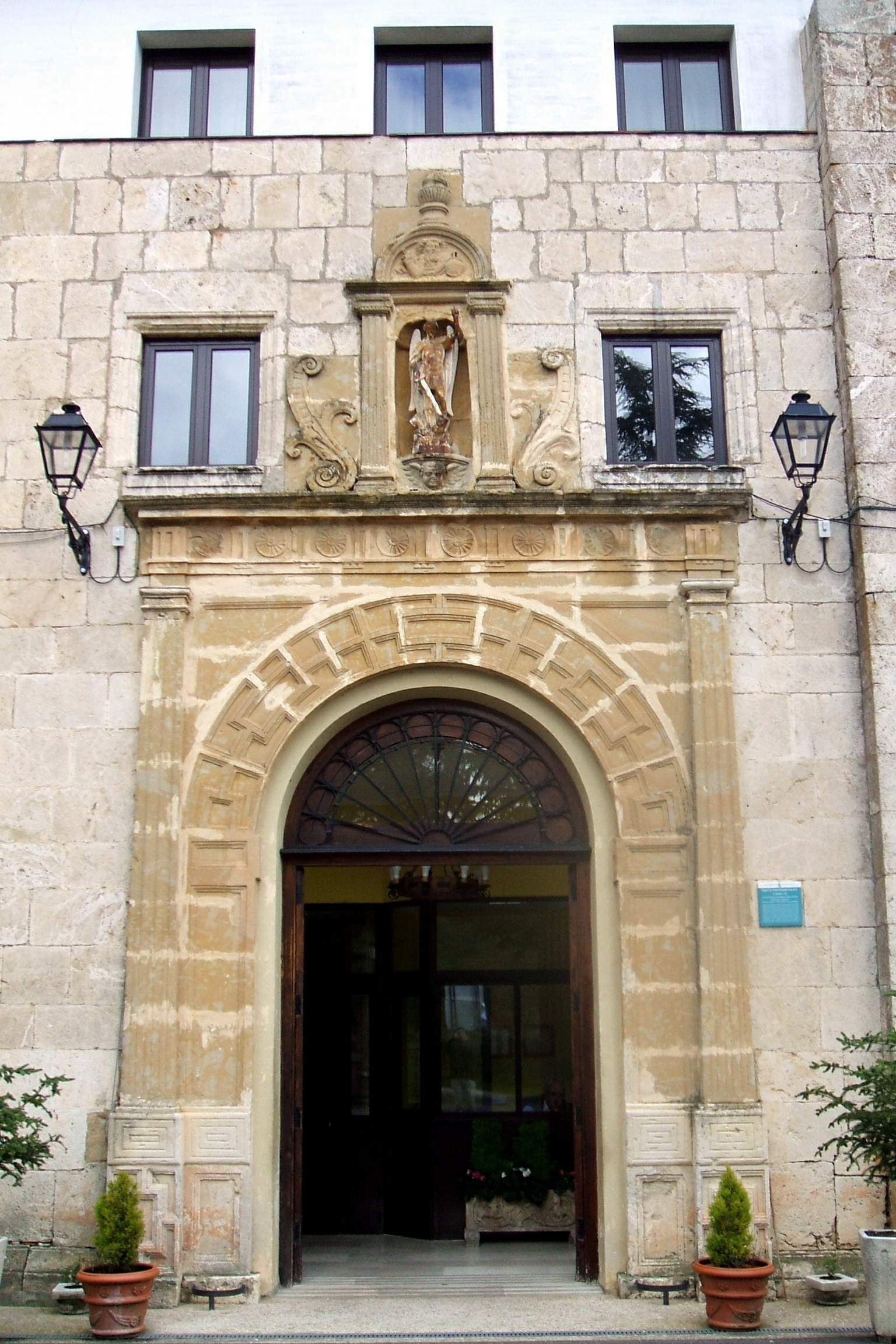
Portada clásica de la residencia de ancianos, probable puerta de la antigua portería monacal
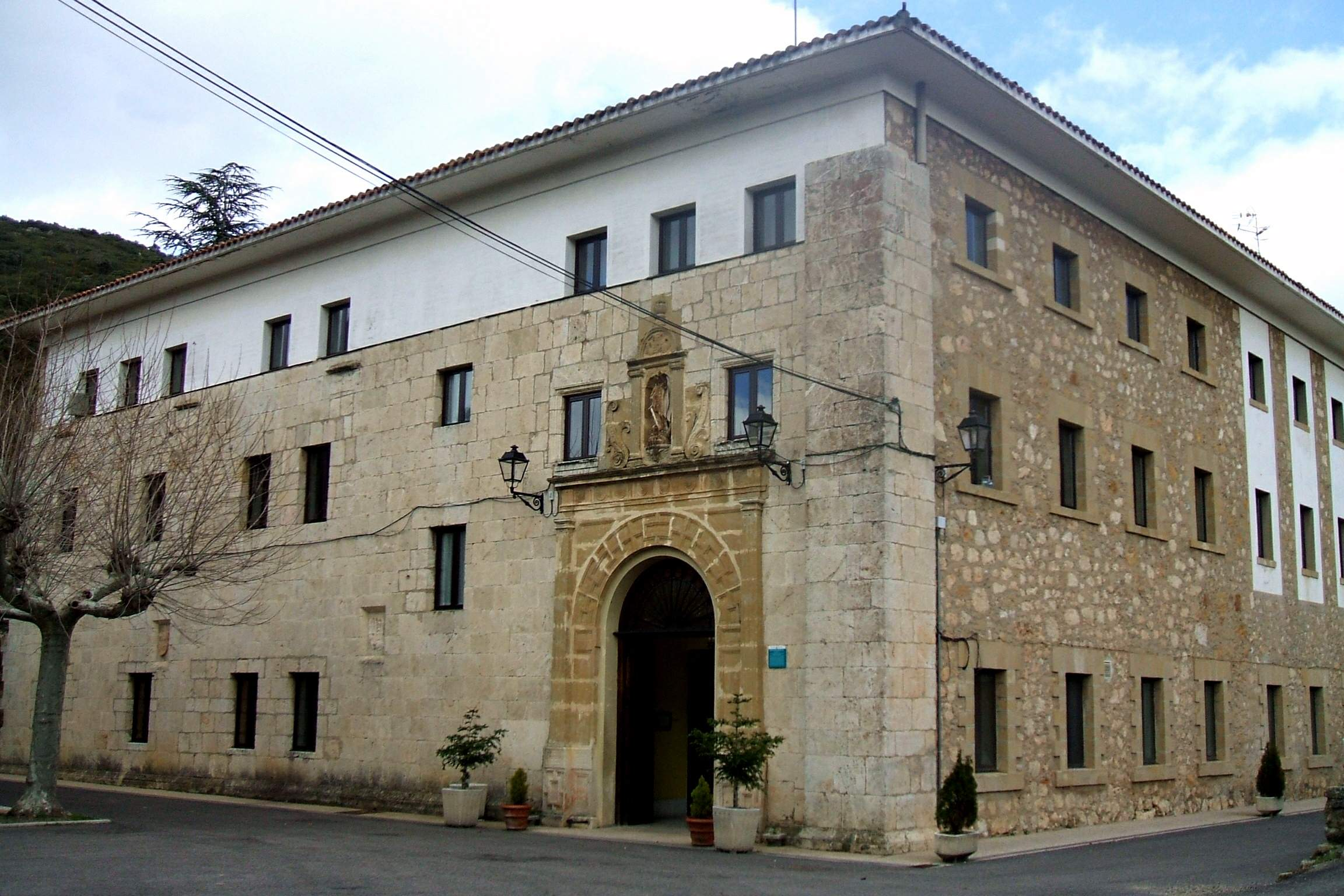
Edificio de la residencia de ancianos
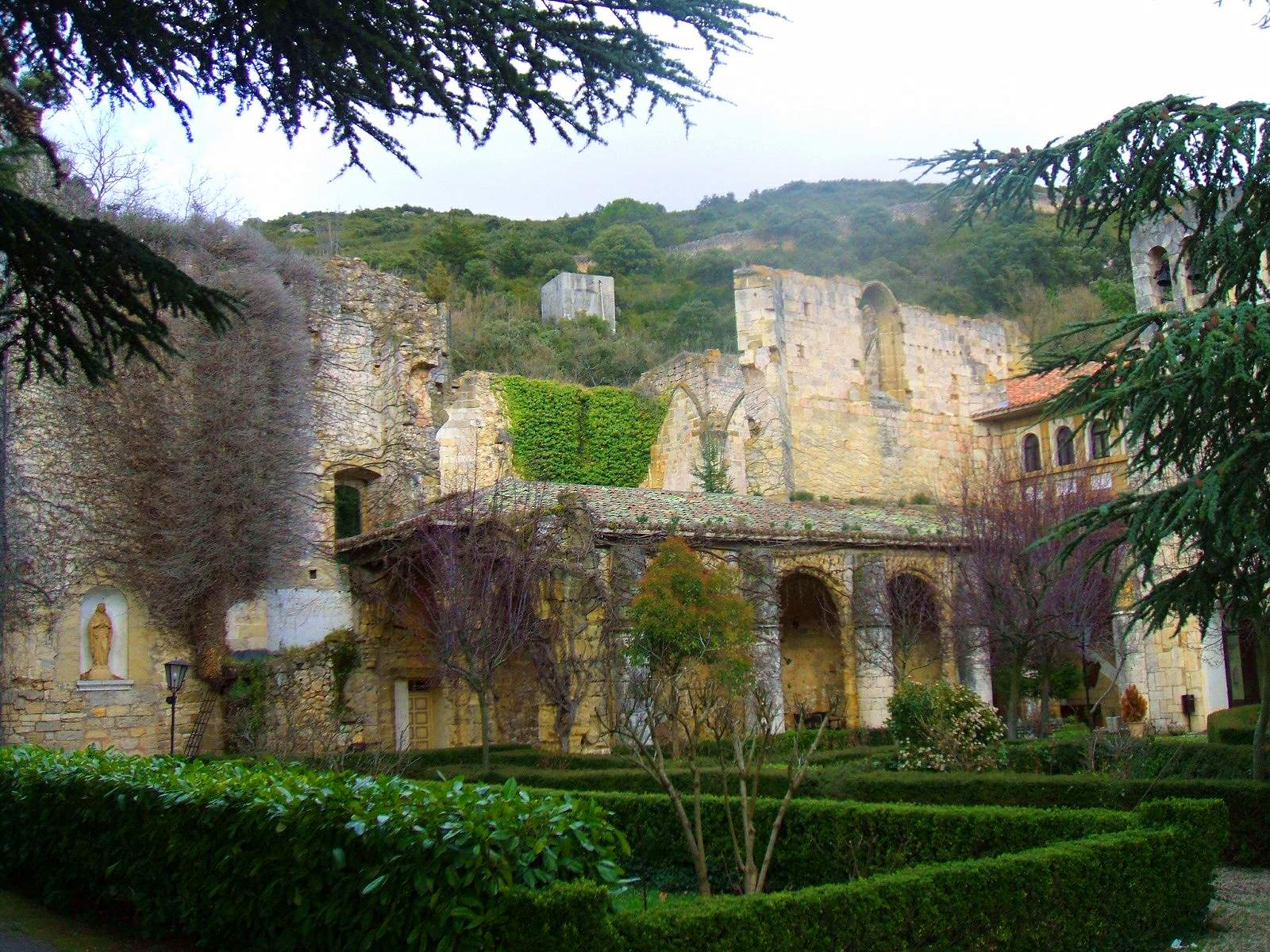
Aspecto del lado meridional de la iglesia y de la sección superviviente del antiguo claustro
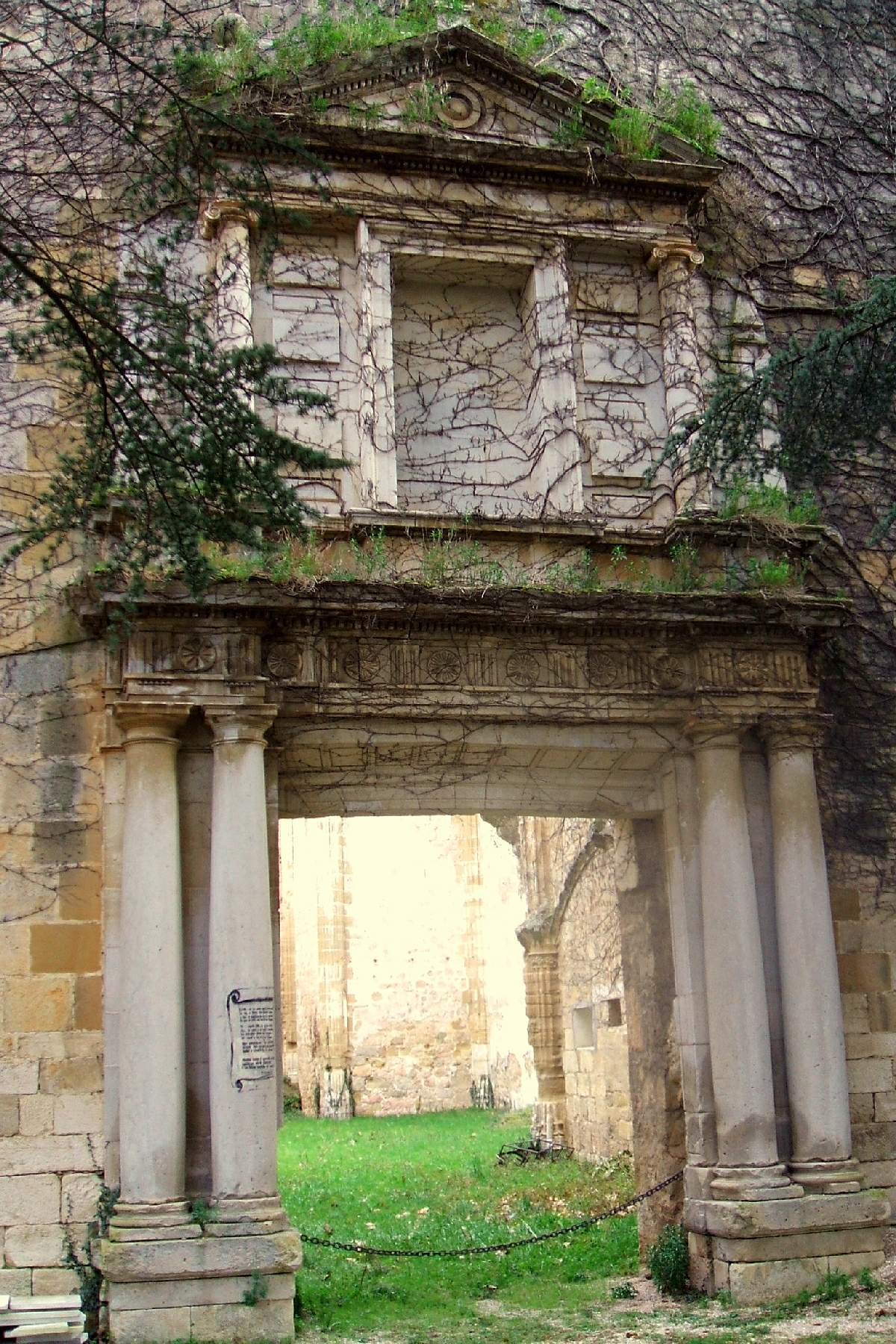
Frontispicio barroco clasicista de la iglesia
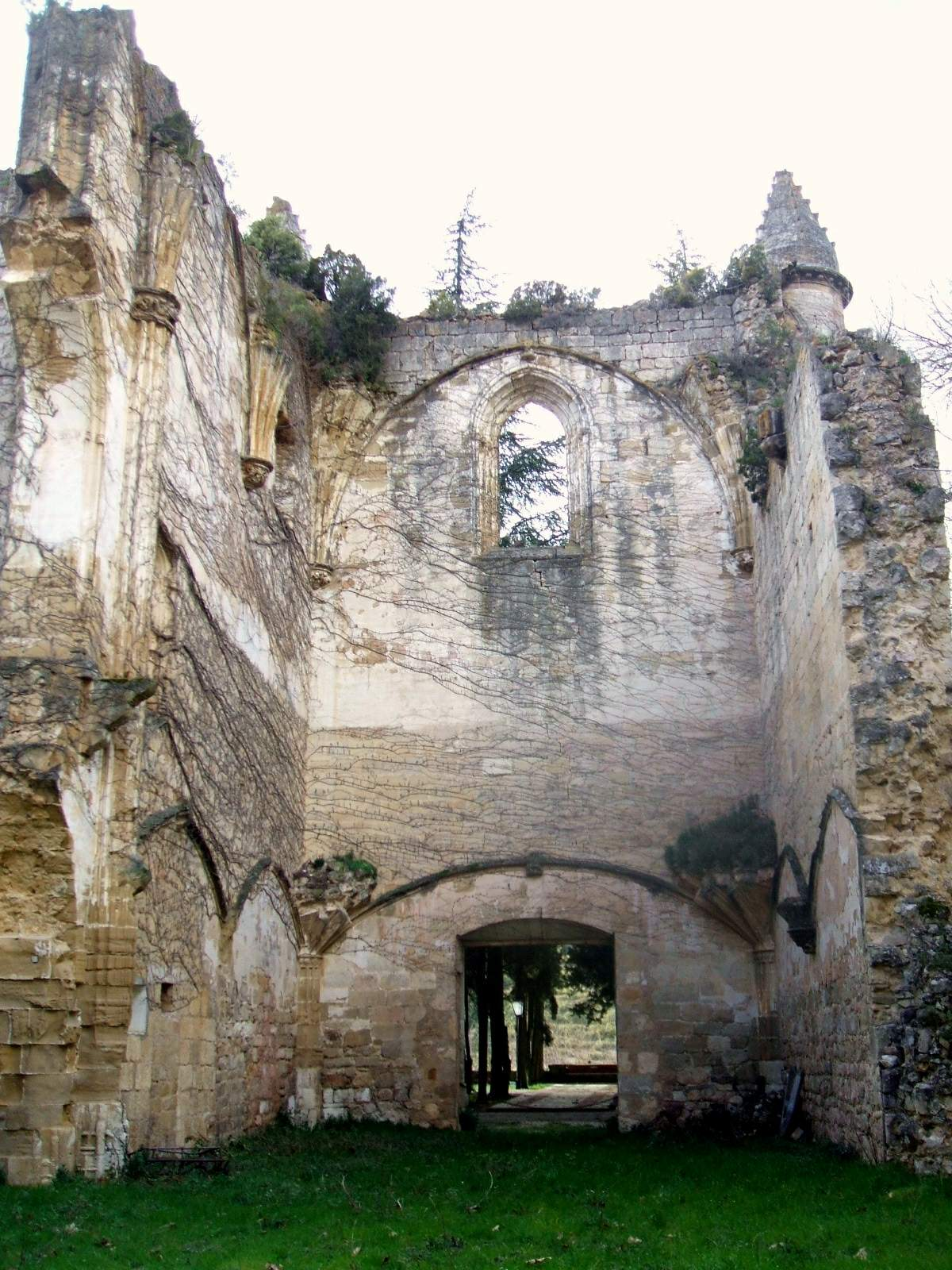
Aspecto de la iglesia en dirección a los pies